# Dirk Nockemann

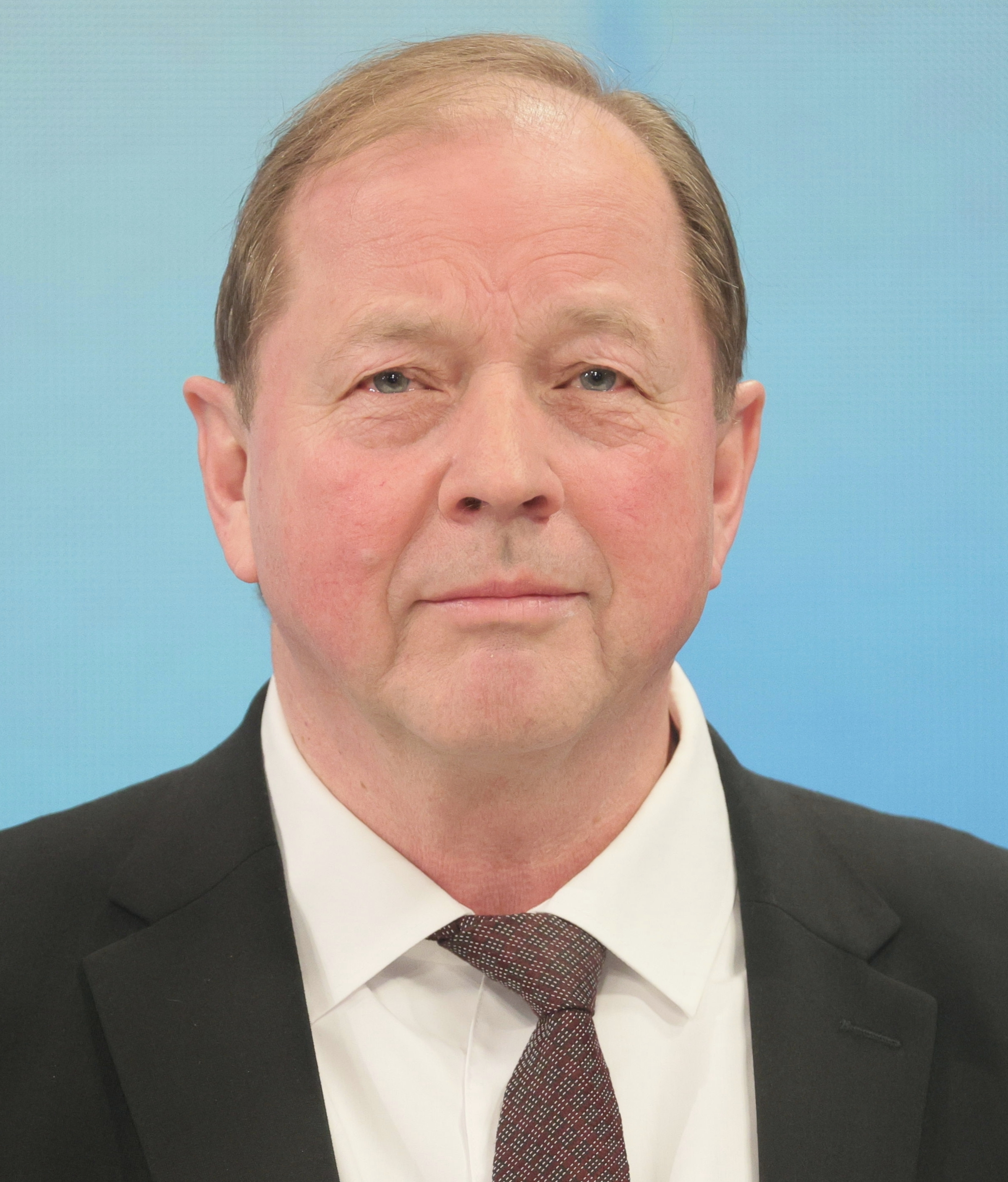
Dirk Nockemann, 2025

Dirk Nockemann (* 5. Mai 1958 in Hagen) ist ein deutscher Jurist, Verwaltungsbeamter und Politiker (AfD, zuvor Zentrum, Partei Rechtsstaatlicher Offensive). Seit November 2017 ist er Landesvorsitzender der AfD Hamburg und seit Oktober 2018 Vorsitzender seiner Fraktion in der Hamburgischen Bürgerschaft.
Nockemann war in seiner Jugend bei den Jusos und der SPD aktiv. In den 90er Jahren war er leitender Beamter im CDU-geführten Innenministerium von Mecklenburg-Vorpommern. Von August 2003 bis März 2004 war er als Mitglied der Partei Rechtsstaatlicher Offensive (Schill-Partei) Innensenator der Freien und Hansestadt Hamburg im Senat von Beust I. Bei der Bürgerschaftswahl in Hamburg 2004 war er Spitzenkandidat der Partei Rechtsstaatlicher Offensive und 2008 der Deutschen Zentrumspartei. Bei der Wahl 2015 kandidierte er auf Listenplatz 3 der Alternative für Deutschland und zog in die Hamburgische Bürgerschaft ein. Für die Bürgerschaftswahl in Hamburg 2020 war er Spitzenkandidat der AfD und schaffte den Wiedereinzug in die Hamburgische Bürgerschaft. Auch 2025 war er wieder Spitzenkandidat für die Bürgerschaftswahl.

## Leben

### Jurastudium und Werdegang in der Verwaltung
Nockemann studierte nach dem Abitur Rechtswissenschaften an der Ruhr-Universität Bochum. 1985 und 1989 legte er die juristischen Staatsexamina ab. Danach ließ er sich als Rechtsanwalt nieder.
1991 wurde er Referatsleiter im CDU-geführten Innenministerium von Mecklenburg-Vorpommern. 1993 wurde er Leiter des Landesamts für Asyl- und Flüchtlingsangelegenheiten in Schwerin, zuletzt als Leitender Regierungsdirektor.
Nockemann ist seit dem Ausscheiden aus dem Senatorenamt wieder als Verwaltungsbeamter tätig. So wechselte er nach Aufgabe seiner politischen Ämter in die Behörde für Bildung und Sport, in der er Leiter der Abteilung für Immobilienangelegenheiten wurde, die inzwischen als „Schulbau Hamburg“ der Finanzbehörde untersteht.

### Politische Tätigkeit
Im Jahre 2000 schloss er sich der neu gegründeten Partei Rechtsstaatlicher Offensive von Ronald Schill an. 2001 wurde er in die Hamburgische Bürgerschaft gewählt. Er wurde einer der beiden stellvertretenden Fraktionsvorsitzenden, Schills Büroleiter und Leiter der Präsidialabteilung sowie Leiter des Arbeitskreises Ausländerrecht. Nachdem Schill im August 2003 aus dem Amt des Innensenators entlassen worden war und auf Betreiben von Nockemann und Mario Mettbach die Partei verlassen hatte, wurde Nockemann mit 60 von 119 Stimmen sein Nachfolger und blieb es bis März 2004. 2003/04 geriet er wegen seiner hermetischen Abschirmung des Bundeswehrkrankenhauses Hamburg nach einer Terrordrohung in die Kritik. Bei der vorgezogenen Neuwahl am 29. Februar 2004 war Nockemann Spitzenkandidat der Partei Rechtsstaatlicher Offensive. Da diese jedoch mit 0,4 % den Wiedereinzug in die Bürgerschaft verfehlte trat er am Folgetag aus der Partei aus, um in die CDU zu wechseln. Nach Einschätzung des Politikwissenschaftlers Florian Hartleb wirkte Nockemann als Mitglied des Hamburger Senats „durchaus polarisierend“.
Ende 2004 kündigte er an, zusammen mit dem Journalisten Udo Ulfkotte eine neue Partei zu planen. Am 11. April 2006 kündigte Nockemann an, im folgenden Mai gemeinsam mit Norbert Frühauf eine Partei zu gründen, deren Programm „konservativ, sozial und bürgerlich“ ausgerichtet sein werde. Er behauptete, bereits 200 potentielle Mitglieder gesammelt zu haben. Schließlich blieb die Gründung einer neuen Partei jedoch aus, stattdessen wurde unter Führung Nockemanns und des ehemaligen Bundesvorsitzenden der Partei Rechtsstaatlicher Offensive Peter-Alexander von der Marwitz Anfang April 2007 ein Hamburger Landesverband der Deutschen Zentrumspartei gegründet. Zur Bürgerschaftswahl 2008 kandidierte Nockemann auf Platz eins der Zentrums-Landesliste. Er erklärte, das Zentrum sei eine „Partei der Mitte“ und rechnete bei der Bürgerschaftswahl 2008 mit 8 % der Stimmen. Am Wahltag entfielen auf das Zentrum 675 Stimmen (0,1 %).
2013 trat Nockemann der Alternative für Deutschland bei und war dort bis Oktober 2015 stellvertretender Sprecher des Hamburger Landesverbands. Bei der Wahl am 25. Mai 2014 wurde er als Spitzenkandidat der AfD in die Bezirksversammlung Bergedorf gewählt. Bei der Bürgerschaftswahl in Hamburg 2015 wurde Nockemann auf Platz drei der AfD-Landesliste erneut in die Hamburgische Bürgerschaft gewählt, wo er zunächst stellvertretender Vorsitzender der AfD-Bürgerschaftsfraktion war. Seit dem 25. November 2017 ist er Landesvorsitzender der AfD Hamburg. Nockemann gewann die Abstimmung auf dem Landesparteitag gegen Alexander Wolf mit 74 zu 54 Stimmen. Nachdem der vorherige Fraktionsvorsitzende Jörn Kruse aus der AfD ausgetreten war und somit den Fraktionsvorsitz abgegeben hatte, wurde er im Oktober 2018 gemeinsam mit Alexander Wolf zum Fraktionsvorsitzenden gewählt. Seit dem 29. März 2021 ist er alleiniger Fraktionsvorsitzender.

### Positionen
Nachdem der AfD von den anderen Fraktionen der Hamburgischen Bürgerschaft der Vorwurf einer Mitverantwortung für das Erstarken des Rechtsextremismus gemacht worden war, wies Nockemann das mit den Worten zurück: „Es ist ja mehrfach gesagt worden, dass wir sprachlich entgrenzen und Grenzen verschieben würden. Ich würde sagen, wir verschieben die Grenzen des Sagbaren, wo sie vor 20 Jahren gewesen sind.“

### Kontakte in rechtsextreme Kreise
Dirk Nockemann stand mehrfach aufgrund von Kontakten zu Akteuren der extremen und neuen Rechten in der Kritik.
2004 und 2008 kandidierte Nockemann zur Hamburger Bürgerschaftswahl gemeinsam mit Björn J. Neumann zunächst als Spitzenkandidat für die Partei Rechtsstaatlicher Offensive und vier Jahre später für den Hamburger Landesverband der Deutschen Zentrumspartei. Neumann trat 2011 als Spitzenkandidat der NPD zur Bürgerschaft an und wurde 2014 Mitglied der Hamburger AfD, in der Nockemann bereits Funktionsträger auf Bezirksebene war und 2015 erneut zur Bürgerschaftswahl kandidierte. Erst, als Neumanns Parteimitgliedschaft und NPD-Vergangenheit öffentlich kritisiert wurde, leitete der Hamburger Landesverband der AfD 2017 ein Parteiausschlussverfahren gegen Nockemanns langjährigen Weggefährten Neumann ein, das schließlich 2018 mit dem Entzug der Mitgliederrechte endete. Nockemann, der seit November 2017 bereits Vorsitzender des Hamburger AfD-Landesverbandes war, hatte die Kandidatur des ehemaligen NPD-Funktionärs Neumann als Mitglied des AfD-Bundesvorstandes zuvor nicht verhindert und damit gegen die Statuten seiner Partei zu den Aufnahmebeschränkungen von Mitgliedern rechtsradikaler Parteien verstoßen.
2010 tauchte Nockemann laut Bericht des Rechtsextremisten und langjährigen PI-News-Autor Manfred Rouhs bei einer Veranstaltung der Partei „Pro Deutschland“ (Pro-D) auf, welche sich damals bundesweit ausdehnen wollte und eine Kandidatur zur Hamburger Bürgerschaftswahl 2011 plante. Pro-D wurde für das Jahr 2010 schon im Verfassungsschutzbericht von Nordrhein-Westfalen erwähnt. Auf dem Podium saß neben dem Pro-D-Vorsitzenden Rouhs eine ehemalige Weggefährtin von Nockemann aus der Schillpartei, Gerda Wittuhn.
2015 berichteten das Hamburger Abendblatt und die taz über diverse Facebook-Freundschaften von Nockemann, darunter mit den Rechtsextremisten Michael Stürzenberger, Manfred Rouhs sowie weiteren früheren Pro-D-Aktivisten und auch NPD-Mitgliedern. Diese Vernetzungen hielt Nockemann gegenüber der taz für nötig um „Informationen“ und „Stellungnahmen zu bekommen, was in der Republik passiert, denn die lieben Medien berichten nur über das, was verbreitet werden soll“.

Der ehemalige Landesvorsitzende und Ex-Fraktionschef Jörn Kruse warf seinen Nachfolgern Dirk Nockemann und Alexander Wolf im Jahr 2019 in einem öffentlichen Brief vor, rechtsextreme Tendenzen in der AfD bewusst zu ignorieren und zu verharmlosen: 
„Die AfD ist heute in großen Teilen rechts, partiell rechtsradikal und teilweise noch schlimmer, insbesondere im Osten. Dass Göbbels-Imitate wie Höcke und Kalbitz dort von AfD-Mitgliedern bejubelt werden, ist ein übles Zeichen. Jetzt frage ich mich, wie Ihr in sechs Monaten die Bürgerschaftswahlen gewinnen wollt, wenn Ihr Euch nicht von den Ost-Rechten distanziert, die das gesamte öffentliche Bild der AfD prägen.“
Nach einem Bericht der taz stand Dirk Nockemann im Februar 2021 parteiintern in der Kritik, Vorwürfen einer Holocaustverleugnung durch einen Fraktionsmitarbeiter nicht entschieden nachgegangen zu sein. Belastungszeugen, die gegenüber Nockemann den Vorwurf in einem Schreiben vorgetragen hatten, würden laut Informationen der taz „massiv unter Druck gesetzt werden“.
Der NDR veröffentlichte Ende 2021 ein Foto, das ein Treffen zwischen Nockemann und mehreren Organisatoren der rechtsextremen „Merkel-Muss-Weg“-Demonstrationen aus dem Jahr 2018 im Kellergewölbe des Hamburger Rathauses zeigt. Der Hamburger Verfassungsschutz hatte die „Merkel-Muss-Weg“-Kundgebungen seit 2018 als rechtsextremistisches Beobachtungsobjekt eingestuft, weil sich an den Kundgebungen Funktionäre der NPD, der ‚Sektion Nordland‘, Sympathisanten der ‚Identitären Bewegung‘, Burschenschaftler, subkulturelle Rechtsextremisten, rechtsextremistische Hooligans und Reichsbürger beteiligten.
Das Treffen Nockemanns mit Protagonisten der Hamburger rechtsextremen Szene rief scharfe Kritik in der politischen Klasse Hamburgs hervor. Der Vizepräsident der Hamburgischen Bürgerschaft Deniz Çelik bezeichnete das Geschehen „als einen Affront gegenüber Parlament und gewählten Abgeordneten. Das ist unentschuldbar.“
Die innenpolitische Sprecherin der Grünen-Fraktion, Sina Imhof, zeigte sich entsetzt, „dass im Rathaus, unter dem Plenarsaal, der Fraktionsvorsitzende der AfD in der Hamburgischen Bürgerschaft sich mit diesem Personenkreis trifft.“
Die innenpolitische Sprecherin der FDP, Anna von Treuenfels-Frowein, kritisierte „nicht nur Nockemanns Reden zur Asyl- und Einwanderungspolitik, sondern auch seine nun belegten Kontakte dokumentierten, dass er rechtsaußen näherstehe, als er zugeben wolle“.

### Familie
Nockemann ist seit 1986 verheiratet und Vater eines Sohnes. Er lebt in Hamburg-Bergedorf.